# Madeline Dicker
Madeline « Dilly » Dicker, née en 1899 à Rathfarnham, est une musicienne et espionne irlandaise active pendant la guerre d'indépendance irlandaise.

## Biographie
Madeline Dicker est la fille de Mary Alice Godfrey et de Michael Dicker, un fonctionnaire. La famille s’installe à Mountjoy Street. Elle est la petite-fille de Sir John et Lady Godfrey du château de Glenflesk et de l'abbaye de Kilcolman.
Madeline Dicker est une musicienne. Elle joue notamment du piano pour les films muets dans les cinémas de Dublin. Elle est également habile à la harpe et à la cithare. Elle sert régulièrement de modèle à Augustus John et Leo Whelan, deux peintres travaillant à Dublin.

## Guerre d'indépendance irlandaise
Sympathisante de la cause de l'indépendance irlandaise, Madeline Dicker est liée au résistant et homme politique, Michael Collins, par sa sœur Clare Collins. Elle joue un rôle de transmission des messages qui lui sont adressés par Liam Tobin et Tom Cullen. Le couple se rapproche, et reste uni jusqu'en 1920. Le surnom de "Dilly" lui est attribué par Michael Collins,.
Au fur et à mesure que la guerre d'indépendance progresse, Madeline Dicker multiplie les risques. Elle se cache dans un panier en osier placé dans la salle du courrier sur le bateau amenant les différentes correspondances en Grande-Bretagne. Elle porte un uniforme de trieuse et, pendant toute la durée du voyage, elle aide à trier le courrier, séparant les lettres destinées aux services secrets britanniques.  
Ces lettres sont transmises à Sam Maguire ou Art O'Brien avant d'être ramenées en Irlande lors du voyage de retour. Au cours de cette seconde étape, Madeline Dicker sépare le courrier destiné au Château de Dublin. Elle est également chargée d'insérer des informations dans les lettres et de les remettre dans le système d'acheminement postal.   
La maison de Madeline Dicker est utilisée comme planque pour Michael Collins. Une autre maison située de l'autre côté de la route joue également le rôle de planque et, grâce à des signaux préétablis, le résistant peut passer de l'une à l'autre en cas de raid. Lorsque Michael Collins utilise sa maison comme refuge, Madeline Dicker joue du piano pour couvrir tout bruit, qu'il aurait pu faire en se cachant pendant les raids, et pour sonner la fin de l'alerte après le départ des auxiliaires,,.  